# ABC Supply Company A.J. Foyt 225 2008
ABC Supply Copmany A.J. Foyt 225 2008 var ett race som var den sjunde deltävlingen i IndyCar Series 2008. Racet kördes den 1 juni på Milwaukee Mile. Ryan Briscoe höll undan för mästerskapsledande Scott Dixon, och tog sin första vinst i IndyCar. Tony Kanaan blev trea, följd av Dan Wheldon, medan mästerskapstvåan Hélio Castroneves slutade femma.

## Slutresultat
| Plats | Förare            | Team                       | Grid | Snitt  |
| ----- | ----------------- | -------------------------- | ---- | ------ |
| 1     | Ryan Briscoe      | Team Penske                | 11   | 22,266 |
| 2     | Scott Dixon       | Chip Ganassi Racing        | 3    | 21,797 |
| 3     | Tony Kanaan       | Andretti Green Racing      | 6    | 21,949 |
| 4     | Dan Wheldon       | Chip Ganassi Racing        | 7    | 21,986 |
| 5     | Hélio Castroneves | Team Penske                | 5    | 21,923 |
| 6     | Oriol Servià      | KV Racing Technology       | 9    | 22,120 |
| 7     | Justin Wilson     | Newman/Haas/Lanigan Racing | 22   | 22,847 |
| 8     | Ernesto Viso      | HVM Racing                 | 10   | 22,166 |
| 9     | Danica Patrick    | Andretti Green Racing      | 13   | 22,321 |
| 10    | Buddy Rice        | Dreyer & Reinbold Racing   | 19   | 22,569 |
| 11    | Townsend Bell     | Dreyer & Reinbold Racing   | 21   | 22,793 |
| 12    | Hideki Mutoh      | Andretti Green Racing      | 14   | 22,366 |
| 13    | Darren Manning    | A.J. Foyt Enterprises      | 20   | 22,725 |
| 14    | Will Power        | KV Racing Technology       | 4    | 21,845 |
| 15    | Ryan Hunter-Reay  | Rahal Letterman Racing     | 12   | 22,271 |
| 16    | Enrique Bernoldi  | Conquest Racing            | 8    | 22,116 |
| 17    | A.J. Foyt IV      | Vision Racing              | 18   | 22,548 |
| 18    | Bruno Junqueira   | Dale Coyne Racing          | 15   | 22,400 |
| 19    | John Andretti     | Roth Racing                | 16   | 22,493 |
| 20    | Ed Carpenter      | Vision Racing              | 17   | 22,536 |
| 21    | Marco Andretti    | Andretti Green Racing      | 1    | 21,739 |
| 22    | Vitor Meira       | Panther Racing             | 26   | -      |
| 23    | Mário Moraes      | Dale Coyne Racing          | 23   | 23,469 |
| 24    | Jaime Câmara      | Conquest Racing            | 24   | 23,633 |
| 25    | Graham Rahal      | Newman/Haas/Lanigan Racing | 2    | 21,794 |
| 26    | Mario Domínguez   | Pacific Coast Motorsports  | 26   | 24,348 |
| 27    | Marty Roth        | Roth Racing                | 27   | -      |